# Eugen Bjørnstad
Eugen Bjørnstad, né le 12 décembre 1909 à Oslo et décédé le 13 août 1992 aux États-Unis à  82 ans, était un pilote automobile norvégien, spécialiste de courses sur glace en circuits et de courses de côte.

## Biographie
Il effectua ses premières courses en 1931 sur Fiat, Amilcar et Bugatti. 
Sa carrière en Grand Prix s'étala de 1932 à 1937 (il eut alors pour principaux rivaux jusqu'en 1936 le suédois Per Victor Widengren, fréquemment équipé du même modèle Alfa Romeo, et le finlandais Karl Ebb).
En 1936 il remporta un Grand Prix national dans chacun des pays de la péninsule scandinave. 
Il revendit l'Alfa Romeo 8C Monza de ses succès à l'un de ses adversaires, le suédois Tore Berg, effectuant sa dernière saison sur une ancienne ERA R1A (Type A) de cylindrée plus modeste, partant notamment disputer quelques épreuves en Italie, puis il devint vendeur automobile dans son pays avant de partir vivre aux USA, où il avait effectué sa toute dernière course sur une Alfa Romeo lors de la Coupe Vanderbilt (abandon).
Pilote au style agressif, il fut notablement impliqué lors de plusieurs faux départs.

## Palmarès

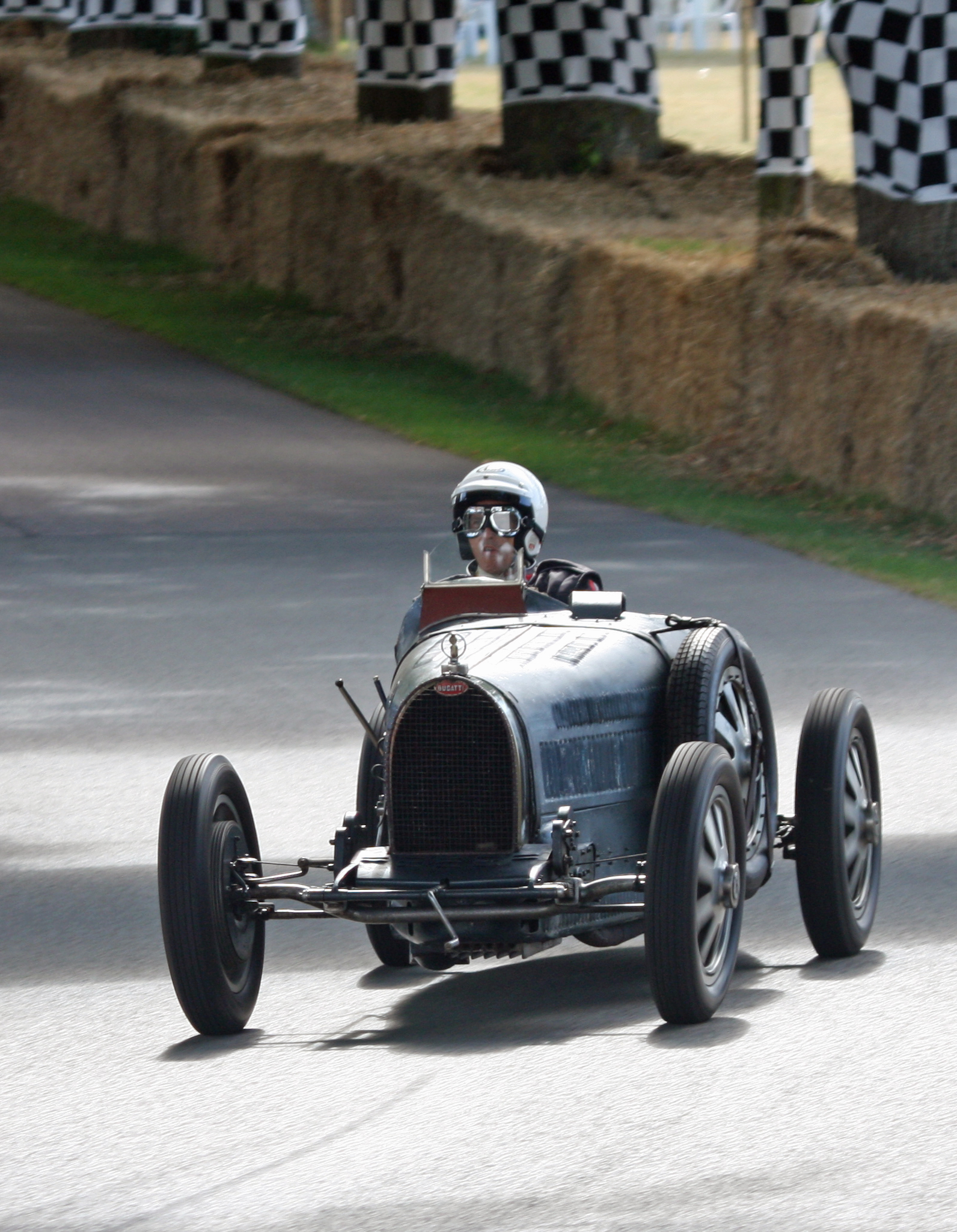
Une Bugatti T35C de 1931.

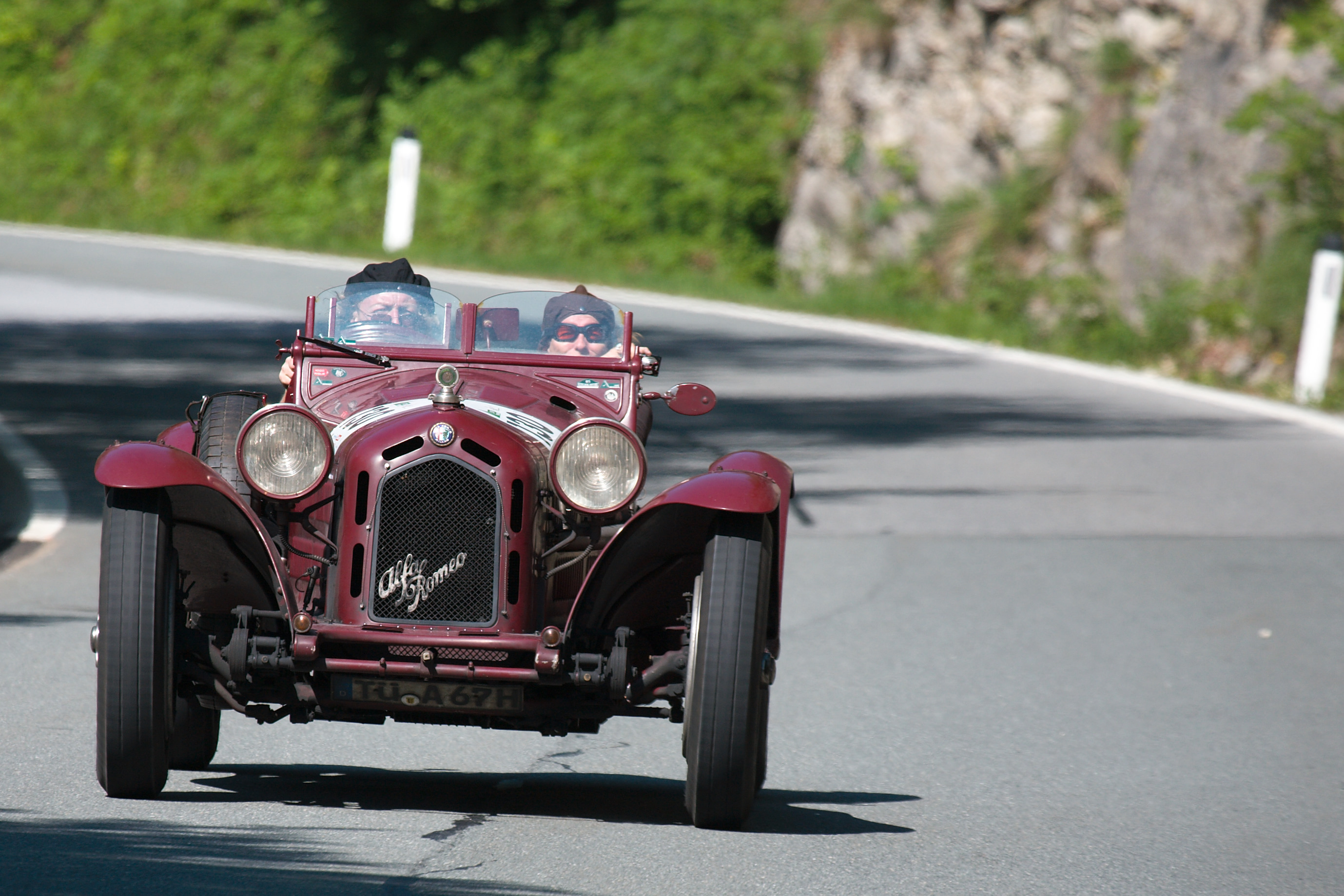
Une Alfa Romeo 8C 2600, ici en montagne.

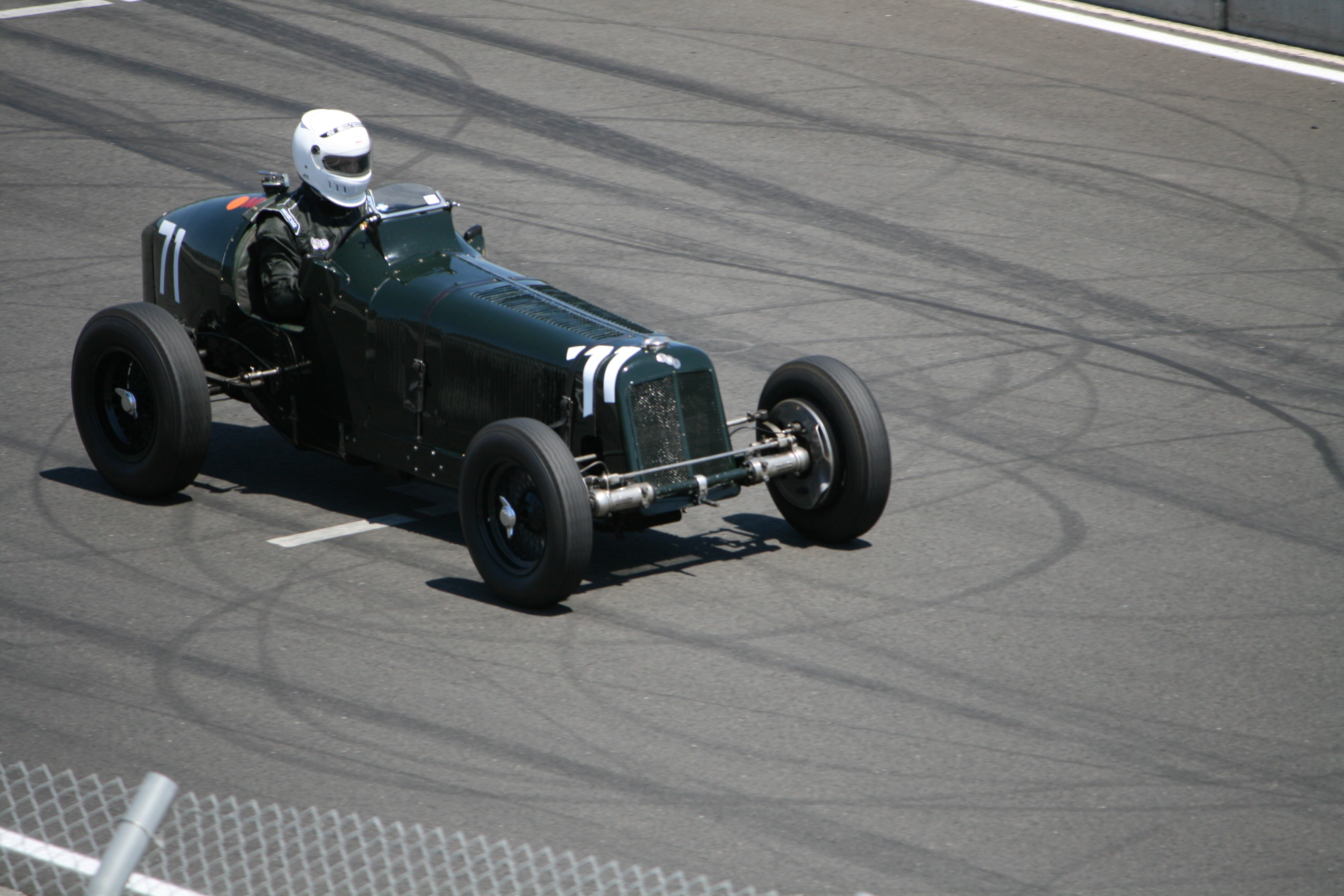
Une ERA Type A.

Victoires en Grand Prix (9, hors championnat d'Europe)
- 1933 : Grand Prix de Lviv (Pologne), sur Alfa Romeo 8C 2,3 l « Monza » (et meilleur temps)
- 1934 : Grand Prix de Finlande (à Eläintarharata), sur Alfa Romeo 8C 2,6 l.
- 1936 : Hörkenloppet (glace, à Hörken, Grängesberg), sur Alfa Romeo 8C 2,6 l.
- 1936 : Grand Prix d'hiver de Suède (glace, à Rämen), sur Alfa Romeo 8C 2,6 l.
- 1936 : Grand Prix de Norvège (glace, à Gjersjøen), sur Alfa Romeo 8C 2,6 l.
- 1936 : Grand Prix de Finlande (à Eläintarharata), sur Alfa Romeo 8C 2,6 l.
- 1937 : Flatenloppet (glace, à Flaten, Stockholm), sur Alfa Romeo 8C 2,6 l.
- 1937 : Fredenloppet (au lac de Freden, Västerås), sur Alfa Romeo 8C 2,3 l.
- 1937 : Grand Prix del Valentino (voiturettes < 1,5 l, à Turin), sur ERA (devant René Dreyfus).

Autres Grand Prix
- 2e Vallentunaloppet en 1935 (glace, à Vallentunasjön), sur Alfa Romeo 8C 2,6 l.
- 3e du Grand Prix d'hiver de Suède en 1932 (Munkkiniemenajo), sur Alfa Romeo 8C 2,3 l.
- 3e Svenska Isloppet (glace, à Hemfjärden, Örebro)  en 1933, sur Alfa Romeo 8C 2,3 l.
- 3e de la Coupe de la Principauté du Piémont (voiturettes < 1,5 l., à Posillipo, Naples) en 1937, sur ERA.
- 3e du Grand Prix d'été de Suède en 1933, sur Alfa Romeo 8C 2,3 l.
- 3e de la Eläintarhanajot/Djurgårdsloppet (à Eläintarharata, Helsinki) en 1937, sur ERA.
- 4e de la Munksnasloppet en 1932, sur Alfa Romeo 8C 2,3 l.
- 5e du Grand Prix de Norvège en 1935, sur Alfa Romeo 8C 2,6 l.

Courses de côte
- 1931 : Hösbjörbakken (Bugatti T35C).
- 1931 : Korketrekker'n (Frognersæteren, sur Bugatti T35C).
- 1932 : Fryksdalshöjden (Sunne, sur Bugatti T35C).
- 1932 : Korketrekker'n (Frognersæteren près d'Oslo, sur Bugatti T35C).
- 1932 : Tannerud (Arvika, sur Bugatti T35C).
- 1932 : Mosserudsbacken (Grythyttan, sur Bugatti T35C).
- 1933 : Korketrekker'n (Frognersæteren près d'Oslo, sur Bugatti T35C).
- 1936 : Röforsloppet (Arboga, sur Alfa Romeo 8C 2,6 l).
- 1936 : KlevalidenNorra (Huskvarna, sur Alfa Romeo 8C 2,6 l).